# Skilgate
Skilgate is een civil parish in het bestuurlijke gebied Somerset West and Taunton, in het Engelse graafschap Somerset met 96 inwoners.